# Das eingemauerte Kind am Krökentor
Das eingemauerte Kind am Krökentor ist eine Sage die zu Zeiten Kaiser Otto I., die in Magdeburg spielt. In manchen Sagen wird das Tor als Kroatentor bezeichnet.

## Historischer Hintergrund
Das Krökentor wurde im Laufe der Jahrhunderte durch die Stadterweiterung und der Versetzung der Stadtmauer ebenfalls immer wieder versetzt. Ein altes Wahrzeichen wurde bei jeder Versetzung im neuen Tor neu vermauert. Das Wahrzeichen bestand aus zwei steinernen Füßen. Zuletzt befand es sich an einem Strebepfeiler des äußeren Tores.

## Sage
Kaiser Otto ließ Magdeburg zum Schutze gegen die Wenden zur Festung ausbauen. Das erste Krökentor stürzte jedoch immer kurz nach der Fertigstellung ein, ohne das man eine Ursache herausfand. Um die Ursache zur erfahren befragte der Kaiser einen Sterndeuter. Dieser befragte die Sterne um Rat und erhielt als Antwort, dass das Tor nicht eher bestehen würde, bevor nicht ein von einer Mutter freiwillig angebotenes Knäblein lebendig miteingemauert werden würde. Die Räte und der Kaiser zweifelten zwar daran, eine so gottlose Mutter zu finden, gaben dem Scharfrichter der Stadt trotzdem den Auftrag, ein solches Kind für einen hohen Preis zu erwerben.
Lange war der Scharfrichter auf der Suche, bevor er eine Frau fand, die bereit war, ihren Sohn für solch einen Zweck zu verkaufen. Die Frau wurde von den Geistlichen für ihre beabsichtigte Tat ermahnt. Trotzdem blieb sie bei ihrem Entschluss, da ihr Herz nur von Geldgier und Weltlust erfüllt war und machte sich mit ihrem Sündenlohn davon. Der Junge wurde daraufhin in einer Nische des Tores lebendig eingemauert, doch ließ man eine Öffnung zum Atmen frei. Nachdem das Tor vollendet war, hielt es tatsächlich. Niemand aber kümmerte sich um den eingemauerten Jungen und dieser geriet bald in Vergessenheit.
Nach einigen Jahrzehnten flehte ein altes Mütterchen den Erzbischof Giselher ihren Sohn suchen zu lassen. Dieser sei vor vielen Jahren beim Bau des Krökentores lebendig eingemauert wurden. Sie erzählte dem staunenden Erzbischof die Geschichte und fügte hinzu, dass sie seit dem Tage durch Gewissenqualen gefoltert wurde. In den letzten Wochen sei ihr Sohn ihr öfters im Traume erschienen und habe gesagt, dass er noch lebe. Vögel, die in der Maueröffnung nisteten, hätten ihm immer wieder Nahrung zugetragen. Das habe sie so sehr gequält, dass sie sich nach Magdeburg aufgemacht habe. Als sie durch das Krökentor die Stadt betrat, habe das Gestein des Tores leise Mutter gewispert.
Der Erzbischof erbarmte sich und ließ Leitern an das Mauerwerk des Tores setzen. Das Mütterchen zeigte die Stelle, von der sie den Ruf gehört hatte und ein Steinmetz stieg zu der Stelle hinauf. Nachdem er einiges Mauerwerk zur Seite geräumt hatte, fand er die Nische. Zu seinem Entsetzen sah er hinter der Nische tatsächlich eine menschliche Gestalt, die ihn mit feurigen Augen anstarrte. Man befreite die Gestalt und erblickte ein altes Männchen mit langen grauem Haar und einem langen zottigen Bart. Auch wurde die Stelle gefunden, von wo aus die Vögel das Männchen mit Brot versorgt hatten. Bevor das Männchen den Boden berührte, verstarb es und wurde nach christlichem Brauche beerdigt. Die herzlose Mutter blieb für lange Zeit verschwunden, bis man ihre Leiche auf einen Sandhügel fand, wo sie auch eingescharrt wurde. Auch noch Jahre später soll man an der Stelle des Grabes auf dem Sandhügel ein helles Flämmchen erblickt haben. Die Nische aber wurde wieder vermauert und zum Andenken an das grausige Ereignis zwei steinerne Füße an jener Stelle angebracht.